# (3675) Kemstach
(3675) Kemstach est un astéroïde de la ceinture principale.

## Description
(3675) Kemstach est un astéroïde de la ceinture principale. Il fut découvert le 23 décembre 1982 à Naoutchnyï par Lioudmila Karatchkina. Il présente une orbite caractérisée par un demi-grand axe de 3,37 UA, une excentricité de 0,09 et une inclinaison de 10,9° par rapport à l'écliptique.

## Compléments